# Юбилей прокурора
«Юбилей прокурора» — российский комедийный фильм режиссёра Михаила Кокшенова. Главные роли исполняют Алексей Булдаков, Владимир Вишневский, Наталья Крачковская, Наталья Хорохорина, Михаил Кокшенов. Премьера состоялась сразу же на DVD-носителях в 2003 году, фильм получил одну из самых низких оценок среди всех фильмов на КиноПоиске.

## Сюжет
Прокурор решил с размахом отметить свой юбилей, который, кстати, совпадал с Новым годом. Приглашённых собралось много — полная квартира. Тамада вечера лихо управлялся со своими обязанностями. Многочисленные гости были в восторге: от артистов во главе с дедом Морозом до развесёлой тёщи.
Но надо же было так случиться, что неизвестно куда пропали ключи от входной бронированной двери.
Оказавшись взаперти, два дня и две ночи артисты и гости пытались вырваться на свободу. И если бы не брат прокурора, Иван, «на волю» они так бы и не выбрались.

## В ролях
Актёрский состав:
| Актёр               | Роль                                 |
| ------------------- | ------------------------------------ |
| Алексей Булдаков    | Сан Саныч, прокурор                  |
| Владимир Вишневский | Аркаша, тамада                       |
| Наталья Крачковская | тёща прокурора                       |
| Наталья Хорохорина  | Вера Петровна, жена прокурора        |
| Михаил Кокшенов     | Иван, брат прокурора                 |
| Марина Мерзликина   | Даша, танцовщица                     |
| Юрий Чернов         | Вадим Васильевич, помощник прокурора |
| Владимир Андреев    | сосед                                |
| Наталья Селезнёва   | соседка                              |
| Нина Килимник       | жена Вадима                          |
| Владимир Носик      | Дед Мороз                            |
| Леонид Петренко     | Лёня                                 |
| Юрий Аскаров        | Эдуард Шайбо, артист-пародист        |
| Елена Кокшенова     | жена Ивана                           |
| Владимир Доронин    | спутник тёщи прокурора               |
| Николай Бендера     | гость                                |
| Александр Малышев   | спасатель                            |
| Кирилл Гальцов      | спасатель                            |
| Елена Стекольщикова | девушка с красной икрой              |
| Дима Стекольщиков   | мальчик с подарком                   |
| Миша Михайлов       | сын прокурора                        |
| Лёня Шаманский      | сын прокурора                        |
| Дмитрий Михайлов    | сын прокурора                        |

## Съёмки
Съёмки данного фильма частично проходили в Таиланде.

## Критика
Российский кинокритик Евгений Баженов дал фильму негативную оценку. Алекс Экслер охарактеризовал фильм как «квинтэссенция убогости».